# 줘란진

줘란 진의 위치

줘란진(한국어: 탁란진, 중국어: 卓蘭鎮, 병음: Zhuólán Zhèn)은 중화민국 먀오리 현의 진이다. 넓이는 75.3153km2이고, 인구는 2015년 8월 기준으로 18,157명이다.

## 지리
줘란 진은 먀오리 현의 최남단에 위치하고 있다. 동쪽은 타이안 향, 서쪽은 싼이 향, 북쪽은 다후 향과 남쪽은 타이중 현 둥스 진 및 허핑 향과 접하고 있다. 지형은 산악 지대가 대부분을 차지하고 있으며 고도는 300~700m 사이이다. 연평균 기온은 24°C, 연 강수량은 2,100mm이지만 강우는 5~6월 및 8~10월에 집중한다.